# Lépiote en bouclier
Lepiota clypeolaria
Espèce
La Lépiote en bouclier (Lepiota clypeolaria) est un champignon agaricomycète du genre Lepiota et de la famille des Agaricaceae.

## Habitat
Commun en été et en automne dans les bois de feuillus.

## Comestibilité
Toxique.

## Synonyme
- Lepiota ochraceosulfurescens